# Abbey de la Motte
Abbey de la Motte (ur. 24 lutego 1994) – australijska lekkoatletka specjalizująca się w biegach sprinterskich i średniodystansowych.
W 2012 brała udział w mistrzostwach świata juniorów w Barcelonie, w których odpadła w półfinale biegu na 400 metrów i zajęła ósmą pozycję w biegu rozstawnym 4 × 400 metrów.
Reprezentantka kraju na IAAF World Relays.
Medalistka mistrzostw Australii.

## Osiągnięcia
| Rok  | Impreza                     | Miejsce   | Konkurencja             | Lokata     | Wynik   |
| ---- | --------------------------- | --------- | ----------------------- | ---------- | ------- |
| 2012 | Mistrzostwa świata juniorów | Barcelona | bieg na 400 metrów      | półfinał   | 53,90   |
| 2012 | Mistrzostwa świata juniorów | Barcelona | sztafeta 4 × 400 metrów | 8. miejsce | 3:38,84 |
| 2015 | IAAF World Relays           | Nassau    | sztafeta 4 × 800 metrów | 3. miejsce | 8:13,97 |
| 2017 | IAAF World Relays           | Nassau    | sztafeta 4 × 800 metrów | 3. miejsce | 8:21,08 |

## Rekordy życiowe
- bieg na 400 metrów – 53,90 (2012)
- bieg na 800 metrów – 2:02,19 (2017)